# Conostylis tomentosa
Conostylis tomentosa är en enhjärtbladig växtart som beskrevs av Stephen Donald Hopper. Conostylis tomentosa ingår i släktet Conostylis och familjen Haemodoraceae. Inga underarter finns listade.